# Ancistrus stigmaticus
Ancistrus stigmaticus es una especie de peces de la familia Loricariidae en el orden de los Siluriformes.

## Morfología
• Los machos pueden llegar alcanzar los 15,2 cm de longitud total.

## Hábitat
Es un pez de agua dulce.

## Distribución geográfica
Se encuentran en Sudamérica: Brasil.